# Latifa al-Zayyat
Œuvres principales
La porte ouverte; en anglais : The Open Door, en arabe : الباب المفتوح
Latifa al-Zayyat (arabe : لطيفة الزيات) est une écrivaine égyptienne née le 8 août 1923 et décédée le 10 septembre 1996, célèbre pour son roman The Open Door (La Porte Ouverte) (arabe : الباب المفتوح), qui a remporté la première édition du prix Naguib Mahfouz pour la littérature. 

## Biographie
Née en 1923 à Damiette, elle suit, durant son enfance, les changements de domicile de sa famille, son père exerçant comme fonctionnaire pour différents conseils régionaux. Elle suit ensuite des études supérieures à l'Université du Caire (à l'époque Université Fouad Ier) où elle obtient un doctorat en littérature anglaise en 1957. Elle participe à des luttes étudiantes et adhère aux idées marxistes,.
Son œuvre littéraire est composée de romans, de contes, de pièces de théâtre et de récits autobiographiques. Son oeuvre la plus connue est le roman Al-bab al-maftuf, publié en 1960 (titre traduit en anglais par The Open Door). Il remporte le prix Naguib Mahfouz pour la littérature,. Ce roman, écrit en arabe égyptien courant, explore l'arrivée à l'âge adulte d'une jeune fille égyptienne de classe moyenne, sur fond de mouvement nationaliste égyptien croissant avant la révolution égyptienne de 1952. Il exprime les espoirs et les aspirations d'une génération. Le livre a été transformé en un film réalisé en 1963 par Henry Barakat avec Faten Hamama et Saleh Selim.
Titulaire d'une chaire à partir de 1972, elle termine sa carrière en tant qu'enseignante comme professeur émérite au département de littérature anglaise, au sein de l'université Ain Shams.
Elle est aussi, avec Inji Aflatoun, l'une des membres fondatrices, en 1945, de la Rabitat Fatayat à jami'wa al ma' ahid (Ligue des jeunes femmes de l'Université et des Instituts).
Elle est morte d'un cancer à 73 ans le 10 septembre 1996.

## Hommage
En 2015, Google a publié un doodle en hommage à l'écrivaine.